# کانکی (شگون‌نما)

کانکی، اژدهای سبز

کانکی کانکرر (به انگلیسی: Konqi Konqueror) شگون‌نمای فعلی پروژه کی‌دی‌ئی است. کانکی یک اژدهای کوچک سبزرنگ خوشحال و شاداب است که بر روی وب‌گاه‌های مرتبط با کی‌دی‌ئی، از جمله صفحه خانگی این پروژه نرم‌افزارها و ... پدیدار می‌شود. نام کانکی از نام کانکرر، مرورگر وب و مدیر پرونده میزکار کی‌دی‌ئی گرفته شده است. خالق این نشان Stefan Spatz است. کانکی در نسخه‌های ۳ کی‌دی‌ئی پدیدار گشت. در نسخه‌های ۲، شگون‌نما یک جادوگر به نام Kandalf بود، با این حال، در نسخه ۲ میزکار کی‌دی‌ئی، کانکی در پنجره‌ای که در هنگام کرش کردن سیستم ظاهر می‌شد (crash dialog) هم قابل مشاهده بود.

## کاتی

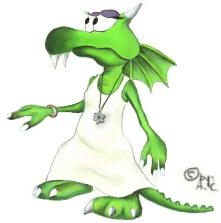
کاتی، دوست‌دختر کانکی

کانکی یک دوست‌دختر به نام کاتی (به انگلیسی: Katie) دارد. کاتی شگون‌نمای پروژه زنان کی‌دی‌ئی است. در جشن انتشار نسخه ۴٫۰ کی‌دی‌ئی در مونتین ویو، کالیفرنیا در ایالات متحده و همینطور در کی‌دی‌ئی کمپ سال ۲۰۱۰، کانکی و کاتی به صورت ملبس حضور یافتند.

## کاندالف

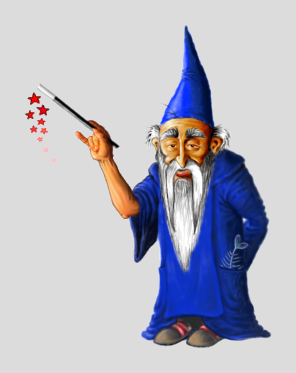
کاندالف جادوگر

کاندالف شگون‌نمای قدیمی کی‌دی‌ئی بود که در نسخه‌های ۲ این میزکار استفاده می‌شد. احتمالاً به خاطر مشکلات حق تکثیر که از شباهت این شگون‌نما با شخصیت گندالف در مجموعه ارباب حلقه‌ها ناشی می‌شدند، در نسخه‌های بعدی کانکی جانشین او شد.